# 弗恩克雷斯特村 (佛羅里達州)
弗恩克雷斯特村（英語：Fern Crest Village）是位於美國佛羅里達州布勞沃德縣的一個非建制地區。該地的面積和人口皆未知。

## 地理
弗恩克雷斯特村的座標為26°05′20″N 80°13′08″W / 26.08889°N 80.21889°W，而該地的平均海拔高度為1米（即3英尺）。